# Kulvert

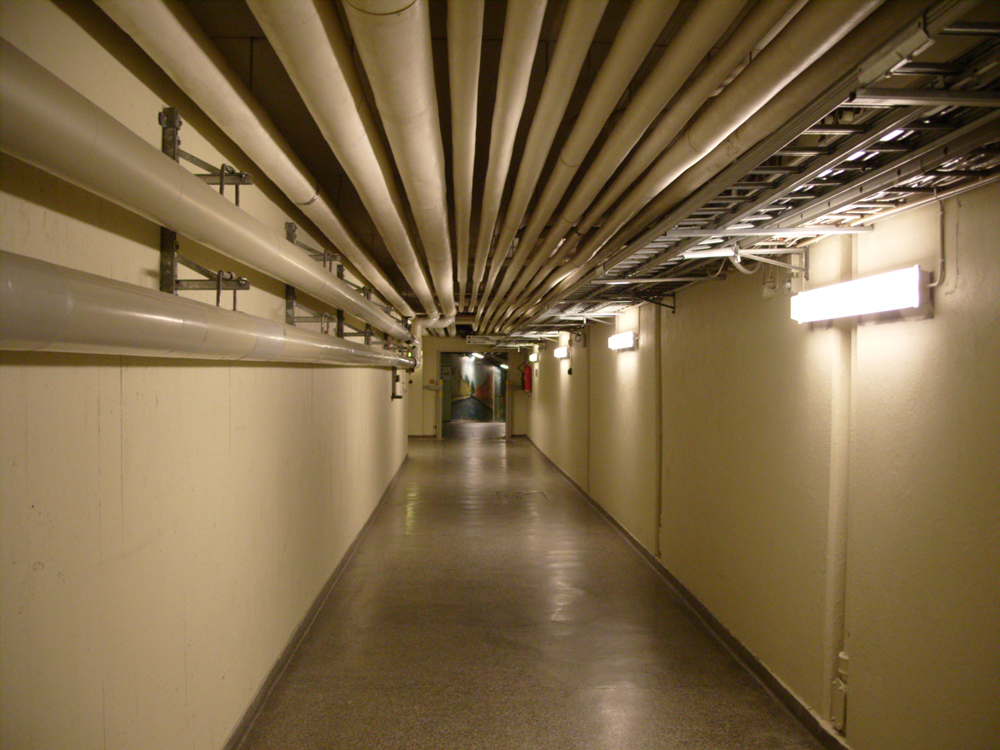
Kombinerad värmerörskulvert och transportkulvert

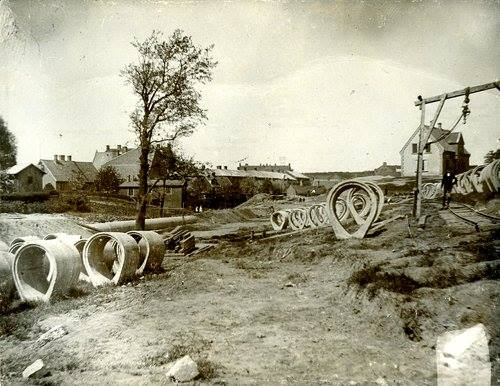
Kulvertering av Karl XI:s väg i Halmstad, 1905

En kulvert är en anlagd täckt gång eller tunnel, till exempel för att förbinda två eller flera byggnader med varandra under jord inom ett sjukhusområde. Sådana kulvertar används för person- och varutransporter.
Inom fackspråk förekommer kulvertar i överförd betydelse.
Vägar som korsar vattendrag byggs så att de släpper igenom vattnet under vägbanan, i en trumma, en kulvert eller en bro, alltefter vattendragets storlek.
För mindre bäckar eller för dagvatten från större terrängsänkningar där en trumma är otillräcklig, byggs vanligen en kulvert av huggen granit i cementbruk. Även bottnen utgörs ibland av ett omvänt valv, så att kulverten får en äggformig genomskärning. Framför mynningen görs en spåntpålning av plank för att hindra vattnet från att skära sig väg under kulvertens botten.
Även fjärrvärme-, fjärrkyle- och tappvattenledningar förläggs ofta i kulvertar (egentligen kulvertrör), där ledningsrören ligger inneslutna i ett grövre rör som skyddar mot omgivningen, inte sällan utfylld med isolering.